# Akli Fairuz
Akli Fairuz (nacido el 8 de mayo de 1987 en Gampong Ladang, Aceh; † 16 de mayo de 2014 en Banda Aceh) fue un futbolista indonesio.

## Biografía
Comenzó su carrera con el Persal South Aceh en la segunda división de Indonesia. A principios de 2010 el mediocampista ofensivo se trasladó al club de primera división el Persiraja Banda Aceh.
El 10 de mayo de 2014 fue pateado en el abdomen por el portero contrario de PSAP Sigli, Agus Rahman, durante una acción defensiva fallida en el área penal. Fairuz cayó inconsciente y fue trasladado de urgencia a un hospital en Banda Aceh con heridas internas. Allí estuvo en coma durante seis días antes de su muerte el 16 de mayo. Fue enterrado dos días después en la isla de Sumatra en Gampong Beureu'eh en el distrito de Beureuenun.
La muerte de Fairuz fue la segunda de un jugador tras una falta en la primera división de Indonesia. El 15 de mayo de 2009 el mediocampista Jumadi de KT Bontang murió tras una falta de su oponente Deny Tarkas.